# Oh Ha-nee
Oh Ha-nee (en hangul, 오하늬; nacida en Chungcheong el 26 de marzo de 1990) es una actriz y cantante surcoreana.

## Vida personal
En la familia de Oh Ha-nee hay varios miembros relacionados con el cine y la actuación: además de su madre, maquilladora de teatro y ópera, su tía Lee Eun-jeo es una vocalista que cantó la versión coreana de la banda sonora de El rey león, y su hermano mayor es Oh Dong-ha, que ha dirigido varios cortometrajes.

## Carrera
El interés de Oh Ha-nee por la actuación nació cuando de niña acompañaba a ver espectáculos a su madre, maquilladora. Fue a una academia de actuación para prepararse a entrar en la universidad, pero no logró acceder a la que era su primera opción y no pudo adaptarse; tras un semestre, le llegó una oferta para prepararse como ídolo, y dejó la escuela. Después vio que tampoco era este su camino, y, decidida a ser actriz, se hizo una tarjeta de presentación con sus datos personales y se dedicó a recorrer las sedes de las compañías cinematográficas para buscar un papel: «era una época en la que no tenía filmografía de la que hablar. Lo llamé 'Perfil Tour'. Visité las compañías cinematográficas, repartí tarjetas de presentación y saludé a los productores cuando fui a festivales de cine. Supongo que no tenía miedo. Simplemente tuve el coraje».
Su primera experiencia como actriz fue en un cortometraje de su hermano Dong-ha, cuando tenía 20 años. Después de debutar en 2015 con la película Empire of Lust, Oh Ha-nee apareció ese mismo año con papeles de reparto en C'est si bon, Twenty y The Shameless. En esta última ya tuvo un personaje con nombre y participó en la lectura del guion. En 2017 llamó la atención por su sólida actuación en la película A Special Lady, de Lee An-gyu; y al año siguiente ganó el premio a la Mejor Actriz por su actuación en Eve en el 21.° Festival de Cine de Filadelfia. En ella es precisamente Eve, una mujer robot que convive felizmente con su inventor, y su actuación convincente contribuyó al éxito de la película. Del mismo 2017 es A Special Lady, donde con su interpretación como Wei volvió a llamar la atención de la crítica, que saludó el descubrimiento de una nueva actriz.
En televisión, aunque apareció como gimnasta rítmica en Weightlifting Fairy Kim Bok-joo (MBC, 2016), fue a través de la serie El gran seductor (MBC, 2018) como se dio a conocer realmente a los espectadores. En ella interpretó el papel de Park Hye-jung, la brillante hija de un destacado empresario que creció en una estricta administración familiar.
El 14 de mayo de 2021 la actriz firmó un contrato exclusivo de representación con la agencia C-Jes Entertainment.

## Filmografía

### Cine
| Año  | Título                                                 | Hangul                      | Papel                           | Notas                      | Ref.          |
| ---- | ------------------------------------------------------ | --------------------------- | ------------------------------- | -------------------------- | ------------- |
| 2015 | Empire of Lust                                         | 순수의 시대\|               | Gisaeng Chwihangru              |                            | [ 9 ]         |
| 2015 | C'est si bon                                           | 쎄시봉                      | Chica de secundaria             |                            |               |
| 2015 | Twenty                                                 | 스물                        | Maquilladora                    |                            |               |
| 2015 | The Shameless                                          | 무뢰한                      | Son Min-ji                      |                            | [ 10 ] [ 4 ]  |
| 2016 | Love, Lies                                             | 해어화                      | Empleada de club en Gyeongseong |                            | [ 9 ]         |
| 2016 | The Age of Shadows                                     | 밀정                        | Hwang Seo-im                    |                            | [ 4 ]         |
| 2017 | Eve                                                    | 이브                        | Eve                             | Protagonista               | [ 6 ]         |
| 2017 | A Special Lady                                         | 미옥                        | Wei                             |                            | [ 11 ] [ 3 ]  |
| 2017 | Marionette                                             | 나를 기억해                 | Yang Se-jeong                   |                            | [ 12 ] [ 13 ] |
| 2017 | Evolution in the Age of Globalization                  | 세계화 시대의 진화          | Jin-hwa                         | Cortometraje -protagonista | [ 14 ]        |
| 2018 | Park Hwa-young                                         | 박화영                      | Chica con tatuajes en los dedos |                            |               |
| 2018 | Fantastic Vacation White Paper: The Road to Samcheonpo |                             | So-young                        |                            |               |
| 2019 | Rosebud                                                | 그대 이름은 장미            | Mi-ran de joven                 |                            | [ 15 ] [ 16 ] |
| 2019 | Between The Seasons                                    | 계절과 계절 사이            | Ji-eun                          |                            |               |
| 2019 | Time for Kindness                                      | 다정을 위한 시간            | Ha-na                           | Cortometraje -protagonista | [ 14 ]        |
| 2020 | Diva                                                   | 디바                        | Kang Cho-ah                     |                            | [ 17 ] [ 18 ] |
| 2021 | The ABCs of Our Relationship                           | 관계의 가나다에 있는 우리는 | Choi Han-Na                     | Protagonista               | [ 19 ]        |
| 2022 | The Reversal of the World                              | 전세역전                    |                                 | Cortometraje               | [ 20 ]        |

### Series de televisión
| Año     | Título                          | Papel            | Canal   | Notas         | Ref.          |
| ------- | ------------------------------- | ---------------- | ------- | ------------- | ------------- |
| 2013    | A Hundred Year Legacy           | Ha-nee           | MBC     |               |               |
| 2015    | Mask                            | Mujer en el club | SBS     |               |               |
| 2016    | Weightlifting Fairy Kim Bok-joo | Gimnasta rítmica | MBC     |               | [ 21 ]        |
| 2018    | El gran seductor                | Park Hye-jung    | MBC     |               | [ 22 ] [ 23 ] |
| 2018    | Goodbye to Goodbye              | Lee Ah-in        | MBC     |               | [ 24 ] [ 25 ] |
| 2019    | The Crowned Clown               | Ae-young         | tvN     |               | [ 5 ] [ 26 ]  |
| 2019    | Melting Me Softly               | Park Kyung-ja    | tvN     |               | [ 27 ] [ 28 ] |
| 2019    | The Tale of Nokdu               | Reina Inmok      | KBS2    |               | [ 29 ]        |
| 2020    | Mystic Pop-up Bar               | Yu-mi            | jTBC    |               | [ 30 ]        |
| 2022    | Do you know Ashtanga            | Goo Hyo-joo      | KBS2    | Drama Special | [ 31 ]        |
| 2022    | Connect                         | Song Ha-young    | Disney+ | Serie web     | [ 32 ] [ 31 ] |
| 2022-23 | Three Bold Siblings             | Min Yu-ri        | KBS2    |               | [ 33 ] [ 34 ] |
| 2023    | Andante of Love                 | Kim Joo-hee      | TVING   | Serie web     | [ 35 ]        |
| 2023    | La buena mala madre             | Seon-yung        | jTBC    |               | [ 36 ]        |
| 2023    | The Killing Vote                | Kang Yoon-ji     | SBS     |               | [ 37 ] [ 38 ] |
| 2023    | Perfect Marriage Revenge        | Seo Do-na        | MBN     |               | [ 39 ]        |

### Vídeos musicales
| Año  | Título    | Artista                        | Notas                           | Ref.          |
| ---- | --------- | ------------------------------ | ------------------------------- | ------------- |
| 2015 | Two of Us | Urbanchic con Kebee (Eluphant) | Vídeo musical y sesión de fotos | [ 10 ] [ 40 ] |

### Sesiones fotográficas
| Año  | Publicación | Notas           | Ref.   |
| ---- | ----------- | --------------- | ------ |
| 2016 | Ceci        | Número de marzo | [ 41 ] |
| 2016 | GEEK        |                 | [ 42 ] |

## Otras actividades
En agosto de 2022 la actriz fue elegida junto con el también actor Kang Jun-gyu para presentar la ceremonia de clausura del 18.º Festival Internacional de Música y Cine de Jecheon.

## Premios y nominaciones
| Año  | Premios                         | Categoría               | Papel | Resultado | Ref.   |
| ---- | ------------------------------- | ----------------------- | ----- | --------- | ------ |
| 2017 | 1.º New Film Arts Film Festival | Mejor actriz revelación | Eve   | Ganadora  | [ 44 ] |
| 2018 | 21.º Philadelphia Film Festival | Mejor actriz            | Eve   | Ganadora  | [ 6 ]  |